# Club Deportivo Tineo
El Club Deportivo Tineo es un equipo de fútbol español localizado en Tineo, Asturias. Fundado en 1965, actualmente milita en la Segunda Asturfútbol de la comunidad autónoma de Asturias. Disputa sus partidos como local en el campo Municipal de Tineo, con una capacidad estimada de 1000 espectadores.

## Historia
Fundado en 1965, el C. D. Tineo ha militado en las categorías regionales durante prácticamente toda su historia competitiva. Su mayor logro deportivo es el haber logrado disputar dos temporadas consecutivas en la Tercera División de España. Lo hizo en las campañas 2015-16 y 2016-17. El ascenso lo consiguió tras acabar tercero del grupo único de la Regional Preferente de Asturias.

## Uniforme
- Uniforme titular: camiseta blanca con detalles rojos en mangas y cuello, pantalón y medias blancas.
- Segundo uniforme: camiseta y medias rojas, pantalón rojo.

## Trayectoria en competiciones nacionales
- Temporadas en Primera División: 0
- Temporadas en Segunda División: 0
- Temporadas en Primera Federación: 0
- Temporadas en Segunda Federación: 0
- Temporadas en Tercera: 2
- Participaciones en Copa del Rey: 0

## Trayectoria
| Temporada | Nivel | Categoría               | Puesto | Copa del Rey |
| --------- | ----- | ----------------------- | ------ | ------------ |
| 1965-66   | 5     | 2.ª Regional            | 3.º    |              |
| 1966-67   | 5     | 2.ª Regional            | —      |              |
| 1967-68   | 5     | 2.ª Regional            | 3.º    |              |
| 1968-69   | 5     | 2.ª Regional            | —      |              |
| 1969-70   | 4     | 1.ª Categoría Regional  | 4.°    |              |
| 1970-71   | 4     | 1.ª Categoría Regional  | 6.°    |              |
| 1971-72   | 4     | 1.ª Categoría Regional  | 14.°   |              |
| 1972-73   | 4     | 1.ª Categoría Regional  | 13.°   |              |
| 1973-74   | 4     | 1.ª Categoría Regional  | 19.°   |              |
| 1974-75   | 5     | 2.ª Regional Preferente | —      |              |
| 1975-79   |       | No compite              |        |              |
| 1979-80   | 7     | 2.ª Regional            | 7.°    |              |
| 1980-81   | 7     | 2.ª Regional            | 8.°    |              |
| 1981-82   | 7     | 2.ª Regional            | 1.°    |              |
| 1982-83   | 6     | 1.ª Regional            | 10.°   |              |
| 1983-84   | 6     | 1.ª Regional            | 14.°   |              |
| 1984-85   | 6     | 1.ª Regional            | 6.°    |              |
| 1985-86   | 6     | 1.ª Regional            | 4.°    |              |
| 1986-87   | 5     | Regional Preferente     | 6.°    |              |
| 1987-88   | 5     | Regional Preferente     | 14.°   |              |
| 1988-89   | 5     | Regional Preferente     | 18.°   |              |
| 1989-90   | 6     | 1.ª Regional            | 15.°   |              |
| 1990-91   | 6     | 1.ª Regional            | 7.°    |              |
| 1991-92   | 6     | 1.ª Regional            | 6.°    |              |
| 1992-93   | 6     | 1.ª Regional            | 2.°    |              |
| 1993-94   | 5     | Regional Preferente     | 16.°   |              |
| 1994-95   | 5     | Regional Preferente     | 19.°   |              |
| 1995-96   | 6     | 1.ª Regional            | 13.°   |              |
| 1996-97   | 6     | 1.ª Regional            | 8.°    |              |
| 1997-98   | 6     | 1.ª Regional            | 7.°    |              |
| 1998-99   | 6     | 1.ª Regional            | 15.°   |              |
| 1999-2000 | 7     | 2.ª Regional            | 3.°    |              |

| Temporada | Nivel | Categoría           | Puesto           | Copa del Rey |
| --------- | ----- | ------------------- | ---------------- | ------------ |
| 2000-01   | 7     | 2.ª Regional        | 1.°              |              |
| 2001-02   | 6     | 1.ª Regional        | 4.°              |              |
| 2002-03   | 6     | 1.ª Regional        | 9.°              |              |
| 2003-04   | 6     | 1.ª Regional        | 6.°              |              |
| 2004-05   | 6     | 1.ª Regional        | 3.º              |              |
| 2005-06   | 5     | Regional Preferente | 14.°             |              |
| 2006-07   | 5     | Regional Preferente | 14.°             |              |
| 2007-08   | 5     | Regional Preferente | 14.°             |              |
| 2008-09   | 5     | Regional Preferente | 4.°              |              |
| 2009-10   | 5     | Regional Preferente | 10.°             |              |
| 2010-11   | 5     | Regional Preferente | 4.°              |              |
| 2011-12   | 5     | Regional Preferente | 8.°              |              |
| 2012-13   | 5     | Regional Preferente | 10.°             |              |
| 2013-14   | 5     | Regional Preferente | 11.°             |              |
| 2014-15   | 5     | Regional Preferente | 3.°              |              |
| 2015-16   | 4     | 3.ª División        | 15.°             |              |
| 2016-17   | 4     | 3.ª División        | 18.°             |              |
| 2017-18   | 5     | Regional Preferente | 13.°             |              |
| 2018-19   | 5     | Regional Preferente | 7.°              |              |
| 2019-20   | 5     | Regional Preferente | 17.°             |              |
| 2020-21   | 5     | Regional Preferente | 5.º (Subgrupo 3) |              |
| 2021-22   | 6     | Regional Preferente | 4.º (Subgrupo 1) |              |
| 2022-23   | 6     | Primera RFFPA       | 18.º             |              |
| 2023-24   | 7     | Segunda Asturfútbol | 8.º              |              |
| 2024-25   | 7     | Segunda Asturfútbol |                  |              |

## Palmarés

### Torneos autonómicos
- Segunda Regional de Asturias (2): 1981-82 y 2000-01.
- Subcampeón de la Primera Regional de Asturias (1): 1992-93.

### Trofeos amistosos
- Trofeo San Roque (Tineo) (1): 2024.